# Calliandra enervis
Calliandra enervis là một loài thực vật có hoa trong họ Đậu. Loài này được (Britton) Urb. miêu tả khoa học đầu tiên.